# 圣马丹莱塔坦盖姆
圣马丹莱塔坦盖姆（法語：Saint-Martin-lez-Tatinghem，法語發音：[sɛ̃ maʁtɛ̃ le tatɛ̃ɡɛm]）是法国加来海峡省的一个市镇，属于圣奥梅尔区。该市镇于2016年由原市镇圣马丹欧拉尔和塔坦盖姆合并而成，行政中心位于圣马丹欧拉尔。

## 地名
“圣马丹莱塔坦盖姆”（Saint-Martin-lez-Tatinghem）一名在法语中意为“塔坦盖姆附近的圣马丹”，用一个地名涵盖了原来的两市镇之名称。
法语人名在日常人名译名以及《世界人名翻譯大辭典》、《法语姓名译名手册》等主流人名译名类书籍资料中多译作“马丁”，不过在《世界地名翻译大辞典》、《世界地名译名词典》和《法国地图册》等主流地名译名类书籍资料中多译作“马丹”。

## 地理
圣马丹莱塔坦盖姆（50°45'21"N, 2°14'12"E）面积10.54 平方千米，位于法国上法蘭西大區加来海峡省，该省份为法国北部沿海省份，西北濒北海，南至索姆省，东临北部省。
与圣马丹莱塔坦盖姆接壤的市镇（或旧市镇、城区）包括：隆格内斯、圣奥梅尔、萨尔佩维克、聚多斯克、勒兰冈、维斯克。
圣马丹莱塔坦盖姆的时区为UTC+01:00、UTC+02:00（夏令时）。

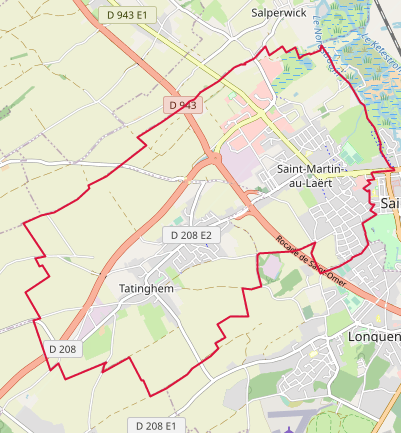
圣马丹莱塔坦盖姆的OSM定位图

## 行政
圣马丹莱塔坦盖姆的邮政编码为62500，INSEE市镇编码为62757。

## 政治
圣马丹莱塔坦盖姆所属的省级选区为圣奥梅尔县。

## 人口
圣马丹莱塔坦盖姆于2022年1月1日时的人口数量为5863人。